# Arnold von Lübeck
Arnold von Lübeck (* wohl um 1150; † 27. Juni 1211 oder 1214) war ein mittelalterlicher Chronist. Arnold von Lübeck wuchs nach eigener Aussage am Welfenhof auf. Er erhielt eine Schulausbildung als Mönch im Aegidienkloster in Braunschweig, dem Hauskloster der Welfen. Ab 1177 war er Abt des Johannisklosters in Lübeck.

## Werke (Auswahl)
Die Chronik Arnolds von Lübeck
Arnold war Verfasser der Chronica Slavorum, die er etwa 1210 beendete. Die Chronik reicht von 1171 bis 1209, er selbst nannte sie eine Fortsetzung der gleichnamigen Chronica Slavorum Helmolds von Bosau († um 1177), die er bis in seine Gegenwart fortsetzte. Das Hauptaugenmerk liegt auf der Geschichte Heinrichs des Löwen und seiner Söhne, also dem Welfengeschlecht, und endet mit Kaiser Otto IV. Die frühere Forschung nahm eine stark pro-welfische Haltung Arnolds an. Neuere Untersuchungen zeigen aber, dass auch durchaus welfenkritische Töne in der Chronik zu finden sind. Ausführliche Schilderungen werden den zeitgenössischen Kreuzzügen zuteil. 
Gregorius
Ein weiteres Werk Arnolds ist eine Übersetzung des Gregorius. Er übersetzte im Auftrag Wilhelms von Lüneburg, eines Sohns Heinrichs des Löwen, den Gregorius des Hartmann von Aue ins Lateinische. Dabei verfuhr er nach dem Prinzip nec verbo verbum verbum secundum poetam curabo reddere fidus / interpres, / sed hystoriam sequens, quod ex relacione veridica intellexi, ad edificacionem auditorum propalabo / et res si qua mihi mistica corde datur. (Prefacio Z. 9-13) Das heißt, er wolle nicht Wort für Wort übersetzen, sondern das berichten, was er für die Wahrheit hält. Über den Grund des Auftrags ist sich die Forschung heute uneinig, wohl stimmt weder Arnolds eher topische Vermutung, Wilhelm habe ihm die Übersetzung zur exercatio aufgetragen noch die oft gelesene Forschungsmeinung, man habe in Lüneburg kein Mittelhochdeutsch verstanden.
Arnold selbst äußert mehrmals seinen Unmut über das Werk und erklärt, solches zu lesen nicht gewohnt zu sein (Prefacio, Z. 6). Damit meint er wohl weniger die hochdeutsche Sprache als vielmehr die laienhaften theologischen Ansichten des höfischen Dichters, die er dann sehr stark verändert.

### Ausgaben
- Arnoldi chronica Slavorum. Ex recensione I. M. Lappenbergii. In usum scholarum ex Monumentis Germaniae Historicis recudi fecit Georgius Heinricus Pertz. Hahn, Hannover 1868, (Digitalisat).
- Die Chronik Arnolds von Lübeck (= Die Geschichtschreiber der deutschen Vorzeit. XIII. Jahrhundert. Bd. 3, ZDB-ID 1402464-0). Nach der Ausgabe der Monumenta Germaniae übersetzt von Johann C. M. Laurent. Mit einem Vorworte von J. M. Lappenberg. Wilhelm Besser’s Buchhandlung (Franz Duncker), Berlin 1853, (Digitalisat), (Digitalisat).
- Gustav von Buchwald: Arnoldi Lubecensis Gregorius peccator de Teutonico Hartmanni de Aue in Latinum translatus. Kiel: E. Homann 1886
- Johannes Schilling: Gesta Gregorii peccatoris (= Palaestra. Bd. 280). Untersuchungen und Edition. 2 Bände. Vandenhoeck & Ruprecht, Göttingen 1986, ISBN 3-525-20553-8 (Zugleich: Göttingen, Universität, Dissertation, 1980/1981; Digitalisat).

### Sekundärliteratur
- Stephan Freund, Bernd Schütte (Hrsg.): Die Chronik Arnolds von Lübeck. Neue Wege zu ihrem Verständnis (= Jenaer Beiträge zur Geschichte. Bd. 10). Lang, Frankfurt am Main u. a. 2008, ISBN 978-3-631-57417-1.
- Hans-Joachim Freytag: Arnold von Lübeck. In: Neue Deutsche Biographie (NDB). Band 1, Duncker & Humblot, Berlin 1953, ISBN 3-428-00182-6, S. 381 (Digitalisat).
- Adolf Friederici: Arnold von Lübeck. In: Biographisches Lexikon für Schleswig-Holstein und Lübeck, Bd. 2. Wachholtz, Neumünster 1971, ISBN 3-529-02642-5, S. 43f.
- Anna-Therese Grabkowsky: Abt Arnold von Lübeck. In: Silke Urbanski, Christian Lamschus, Jürgen Ellermeyer (Hrsg.): Recht und Alltag im Hanseraum. Festschrift für Gerhard Theuerkauf zum 60. Geburtstag (= De Sulte. Nr. 4). Deutsches Salzmuseum, Lüneburg 1993, ISBN 3-925476-03-2, S. 207–231.
- Bernd Ulrich Hucker: Die Chronik Arnolds von Lübeck als „Historia Regum“. In: Deutsches Archiv für Erforschung des Mittelalters. Bd. 44, 1988, S. 98–119, (online).
- Horst-Rüdiger Jarck, Dieter Lent u. a. (Hrsg.): Braunschweigisches Biographisches Lexikon. 8. bis 18. Jahrhundert. hrsg. im Auftrag der Braunschweigischen Landschaft e. V. Appelhans Verlag, Braunschweig 2006, ISBN 3-937664-46-7, S. 53.
- Jens-Peter Schröder: Arnolds von Lübeck „Gesta Gregorii Peccatoris“. Eine Interpretation, ausgehend von einem Vergleich mit Hartmanns von Aue „Gregorius“ (= Hamburger Beiträge zur Germanistik. Bd. 23). Lang, Frankfurt am Main u. a. 1997, ISBN 3-631-31637-2 (Zugleich: Hamburg, Universität, Dissertation, 1995/1996).
- Volker Scior: Das Eigene und das Fremde. Identität und Fremdheit in den Chroniken Adams von Bremen, Helmolds von Bosau und Arnolds von Lübeck (= Orbis mediaevalis. Bd. 4). Akademie-Verlag, Berlin 2002, ISBN 3-05-003746-6 (Zugleich: Hamburg, Universität, Dissertation, 2002; Rezension).
- Gerhard Theuerkauf: Arnold von Lübeck. In: Franklin Kopitzsch, Dirk Brietzke (Hrsg.): Hamburgische Biografie. Band 1. Christians, Hamburg 2001, ISBN 3-7672-1364-8, S. 29–30.
- Wilhelm Wattenbach: Arnold von Lübeck. In: Allgemeine Deutsche Biographie (ADB). Band 1, Duncker & Humblot, Leipzig 1875, S. 582 f.
- R. Zäck: Der „guote sündaere“ und der „peccator precipuus“. Eine Untersuchung zu den Deutungsmodellen des „Gregorius“ Hartmanns von Aue und der „Gesta Gregorii Peccatoris“ Arnolds von Lübeck, ausgehend von den Prologen (= Göppinger Arbeiten zur Germanistik. Band 502). Kümmerle Verlag, Göppingen 1989, ISBN 3-87452-739-5.